# Березівка 2
Березівка 2 (біл. вёска Бярозаўка 2) — село в складі Червенського району Мінської області, Білорусь. Село підпорядковане Лядівській сільській раді, розташоване в центральній частині області.